# コワレヤスキ
- ラブライブ! > ラブライブ!サンシャイン!! > Aqours > Guilty Kiss > コワレヤスキ

「コワレヤスキ」は、ミニユニット「Guilty Kiss」の2ndシングル。2017年6月21日にLantisより発売された。

## 概要
前作「Strawberry Trapper」から約1年ぶりの2ndシングル。
表題曲「コワレヤスキ」は、ヘヴィメタルサウンドが効いた重厚なロックナンバーとなっている。
5月28日に試聴動画が解禁され、同日発売のG'sマガジンでもジャケットが公開された。
初回生産特典として、ジャケットイラストシールが封入される。
キャッチコピーは「愛にとどめをさす！」。

## チャート功績
6月20日付のオリコンデイリーランキングでは4位にランクイン。2日後の6月22日付では0.3万枚を売り上げて3位にランクインした。7月3日付のオリコン週間ランキングでは3.1万枚を売上げ4位にランクイン。初動・順位共に前作「Strawberry Trapper」をわずかに上回った。

## 収録曲
収録内容におけるボーカル曲は太字、ボイスドラマパートは▲印で表記する。
- CD
  - 全作詞：畑亜貴

  1. コワレヤスキ
    - 作曲・編曲：佐伯高志

  2. Shadow gate to love
    - 作曲・編曲：渡辺和紀

  3. コワレヤスキ (Off Vocal)
  4. Shadow gate to love（Off Vocal）
  5. 十番勝負♥沼津やまやの陣
    - 出演：Guilty Kiss
    - 協力：地魚料理やまや